# Tra le cose che ho
Tra le cose che ho è un album del cantante italiano Gianluca Capozzi, pubblicato nel 2014.

## Tracce
1. Tra le cose che ho – 3:46
2. Dimmi dove – 3:46
3. Parlami – 3:06
4. Il mio errore da rifare – 3:41
5. Ho bisogno di te – 3:35
6. Cade – 3:39
7. Perderti per ritrovarti – 3:10
8. Cosa mi resta da fare – 4:18
9. Fa ciò che devi – 3:37
10. Riuscirò a non odiarti mai – 3:30
11. Puoi – 3:19
12. T'avessa spiegà – 3:56
13. Nali – 4:04